# Adolfo Álvarez
Adolfo Teodoro Álvarez (Laprida, 7 de junio de 1919-Buenos Aires, 3 de julio de 2012) fue un aviador militar argentino perteneciente a la Fuerza Aérea Argentina. Alcanzó la máxima jerarquía del escalafón aeronáutico y se desempeñó titular de dicha fuerza armada desde el 27 de mayo de 1966 hasta el 28 de agosto de 1968.

## Familia
Adolfo Álvarez nació el 7 de junio —registrado el 8 de junio— de 1919, sus progenitores fueron Celestino Álvarez Lozano y Rufina Melendi.
Se casó con Gladys Ruth Fraser Hamilton. Fruto de esa unión matrimonial nacieron sus cinco hijos: Liliana María, Gladys María, Ana Lía, Guillermo Adolfo y Diego Teodoro.

## Carrera
Luego de haber finalizado sus estudios secundarios, Adolfo Álvarez ingresó al Colegio Militar de la Nación en 1939, donde optó por especializarse como aviador en la Escuela de Aviación Militar, que dependía del Ejército Argentino. En 1942, egresó como subteniente de Aviación y en 1945 fue transferido a la recientemente creada Fuerza Aérea Argentina.

### Destinos relevantes

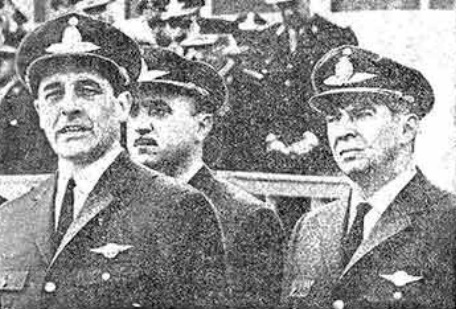
Álvarez (izquierda), el 27 de mayo de 1966, asumiendo como titular de la aeronáutica. A su derecha, el jefe saliente Carlos Armanini.

Hacia 1950, ostentando el rango de capitán, Álvarez ingresó a la Escuela Superior de Guerra Aérea para realizar el curso de oficial de Estado Mayor. Obtuvo dicho título dos años después y fue transferido a un mando aéreo de Transporte.
En 1959 fue nombrado director general interino de Circulación Aérea y Aeródromos, cargo que ejerció hasta la finalización de 1960.
Desde principios de 1961 hasta fines de 1962 fue destinado a la agregaduría aeronáutica de Argentina en el Perú.
Hacia finales de 1962 fue ascendido a brigadier fue puesto al frente del cargo de jefe de Defensa Antiaérea. Permaneció en este cargo por un plazo de dos años y fue promovido al rango de brigadier mayor.
En 1964, el brigadier mayor Adolfo Teodoro Álvarez se desempeñó como jefe de la Delegación Militar Argentina ante la Junta Interamericana de Defensa.

### Titular de la Fuerza Aérea Argentina
El 27 de mayo de 1966, el presidente Arturo Umberto Illia nombró al brigadier mayor Adolfo Álvarez comandante en jefe de la Fuerza Aérea Argentina, reemplazando al brigadier general Carlos Armanini, quien pasó a situación de retiro.
Entre el 30 de junio y el 1 de septiembre de 1966, asumió como secretario de Estado de Aeronáutica, en reemplazo de Mario Romanelli.
En el mes de diciembre de 1966, Álvarez fue ascendido a brigadier general.

#### Revolución Argentina

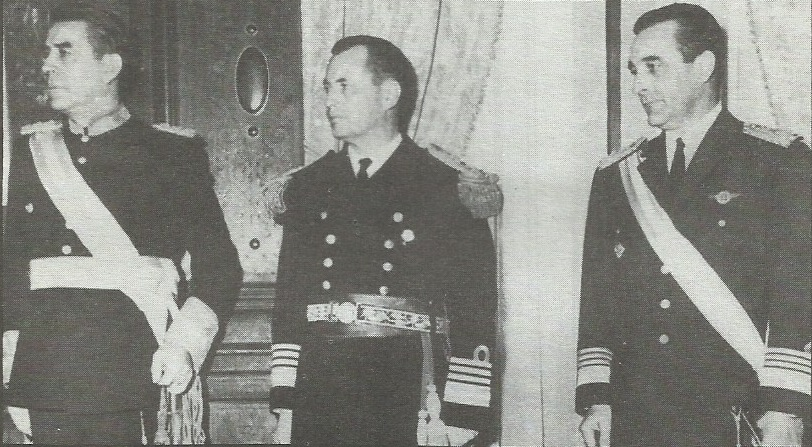
Pascual Pistarini, Benigno Ignacio Varela y Adolfo Álvarez tras derrocar a Arturo Illia el 28 de junio de 1966.

El 28 de junio, el titular de la Aeronáutica, brigadier mayor Adolfo Teodoro Álvarez junto a los titulares de la Armada, almirante Benigno Ignacio Varela y del Ejército teniente general Pascual Ángel Pistarini integraron la Junta de comandantes en jefe que perpetró un golpe de Estado autodenominado Revolución Argentina, que derrocó al mandatario constitucional, Arturo Umberto Illia y nombró al retirado teniente general Juan Carlos Onganía como presidente.
El 18 de septiembre de 1966 se publicó una carta que llevaba la firma del titular de la Aeronáutica que conmemoraba el undécimo aniversario de la Revolución Libertadora, el golpe de Estado que derrocó a Juan Domingo Perón. La misma expresaba las siguientes líneas:

Como resultado de aquella hazaña memorable, quedó a salvo nuestra integridad nacional, peligrosamente amenazada; amparada la vigencia de nuestra tradición occidental y cristiana; recuperados para los argentinos nuestros derechos naturales y, muy especialmente, los más caros e inalienables bienes inherentes a la naturaleza humana: la libertad y la justicia.

Es unánime el sentimiento de los integrantes de la aeronáutica argentina evocar con solemnidad y respeto el importante hecho histórico de referencia.
Brigadier general Adolfo Teodoro Álvarez.

En julio de 1968 el brigadier general Adolfo Álvarez reconoce la posibilidad de la existencia de Objetos voladores no identificados: «Sino, no sería aviador», admitió. Once años después por orden del entonces titular de la aeronáutica, brigadier general Omar Graffigna, la Fuerza Aérea creó la «División OVNI» una sección especial para investigar estos fenómenos que operó bajo la órbita de la Comisión Nacional de Investigaciones Espaciales.

#### Modernización y expansión de la Fuerza Aérea Argentina
Bajo su mando la Fuerza Aérea Argentina comenzó un período de modernización y desarrollo, marcado por la profesionalización y especialización de los pilotos de la fuerza, separando la instrucción superior de los pilotos de caza de los de transporte. 
En 1966, comenzó, en la localidad de Tartagal, provincia de Salta, la operación Orión-Eclipse, con motivo de un eclipse total de sol. Se lanzan tres cohetes Orión II para estudiar el flujo de neutrones. Constituye el aporte del IIAE al estudio del fenómeno, en el que participan numerosas instituciones de otros países.
Se creó el Comando de Personal, sobre la base del ex Comando Aéreo de Institutos y la ex Dirección General del Personal de Aeronáutica.
Se inauguró el Comando de Operaciones Aéreas, sobre la base de los ex Comandos Aéreo de Combate y General de Defensa Antiaérea.

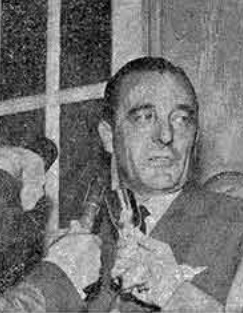
Álvarez saliendo del despacho presidencial, informando a la prensa su relevo.

En 1967 comenzó el operativo «Tierra de San Martín 67». El objetivo de esta operación fue localizar zonas propicias para construir pistas de aterrizaje convencionales. Participan un Douglas DC-6 matrícula T-52, de apoyo meteorológico; un C-54 matrícula TC-45, que sobrevuela la base Matienzo y lanza nueve toneladas de abastecimiento; un C-47 matrícula TA-05 con el comandante en jefe de la FAA a bordo, dos HC-47 matrículas TA-06 y TA-07, todos de la I Brigada Aérea; más dos Albatross BS-01 y BS-03 de la BAM Tandil. El TA-05 y los dos HC-47 anevizan en Matienzo, en tanto que los Albatross vuelan hasta la isla Decepción.
Durante 1968 fue creado el Centro de Instrucción Profesional de Aeronáutica (CIPRA), actual Instituto de Formación Ezeiza.
También se creó la Jefatura Militar del Comando en Jefe de la Fuerza Aérea.

### Retiro
El 29 de agosto de 1968, el presidente de facto Juan Carlos Onganía renovó las cúpulas de las tres Fuerzas Armadas. El 27 de agosto en la Fuerza Aérea Argentina, el brigadier general Adolfo Teodoro Álvarez pasó a retiro y el cargo de comandante en jefe lo asumió el brigadier mayor Jorge Martínez Zuviría.

## Fallecimiento
El día martes 3 de julio de 2012, el brigadier general Adolfo Teodoro Álvarez falleció por causas naturales a la edad de noventa y tres años.